# مايك يونغ (لاعب كرة قاعدة)
مايك يونغ (بالإنجليزية: Mike Young)‏ هو لاعب كرة قاعدة أمريكي، ولد في 20 مارس 1960 في أوكلاند في الولايات المتحدة.

## وصلات خارجية
- مايك يونغ على موقع الدوري الياباني لكرة القاعدة (الإنجليزية)
- مايك يونغ على موقعبيزبول رفرنس.كوم (الدوري الرئيسي) (الإنجليزية)
- مايك يونغ على موقعبيزبول رفرنس.كوم (الدوري الثانوي) (الإنجليزية)
- مايك يونغ على موقع إي إس بي إن.كوم (أم.أل.بي) (الإنجليزية)
- مايك يونغ على موقع مشجعي الرسوم البيانية (الإنجليزية)